# Montealto
Montealto är en ort i Mexiko.   Den ligger i kommunen Rosario och delstaten Sinaloa, i den centrala delen av landet, 800 km nordväst om huvudstaden Mexico City. Montealto ligger 18 meter över havet och antalet invånare är 177.
Terrängen runt Montealto är platt. Runt Montealto är det glesbefolkat, med 15 invånare per kvadratkilometer. Närmaste större samhälle är Escuinapa de Hidalgo, 15,2 km sydost om Montealto. Omgivningarna runt Montealto är en mosaik av jordbruksmark och naturlig växtlighet.